# 신광 진씨
신광 진씨(神光 陳氏)는 경상북도 경주시를 본관으로 하는 한국의 성씨이다. 시조 진익룡(陳翼龍)은 여양 진씨의 시조 진총후(陳寵厚)의 6세손이며, 고려에서 삼중대광평장사(三重大匡平章事)를 지내고 신광군(神光君)에 봉해졌다.

## 참고 자료
- “신광진씨(神光陳氏)”. 뿌리를 찾아서.[깨진 링크(과거 내용 찾기)]